# ایلماری سالمینن
ایلماری سالمینن (فنلاندی: Ilmari Salminen؛ ۲۱ سپتامبر ۱۹۰۲ – ۵ ژانویه ۱۹۸۶) دونده اهل فنلاند بود.
از افتخارات وی می‌توان به کسب مدال ۱۰٬۰۰۰ متر در بازی‌های المپیک تابستانی ۱۹۳۶ اشاره کرد.